# 2001年2月逝世人物列表
2001年逝世人物列表：1月 - 2月 - 3月 - 4月 - 5月 - 6月 - 7月 - 8月 - 9月 - 10月 - 11月 - 12月
2001年2月逝世人物列表，是用於匯總2001年2月期間逝世人物的列表。

## 依日期排序

### 1日
- Vinnie Burke，79歲，美國爵士貝斯手。
- 尼古拉·德維亞特科夫，93歲，蘇聯和俄羅斯科學家和發明家。
- Sam Harshaney，90歲，美國棒球運動員。[1]
- Harry How，81歲，加拿大政治家。
- 約翰·賈拉德，47歲，美國鄉村音樂詞曲作者，呼吸衰竭。
- 阿姆里爾·詹森，56歲，特立尼達詩人和作家。[2]
- 哈羅德·馬奎爾，88歲，英國空軍元帥兼情報局局長。[3]
- 拉斐爾·拉佩薩·梅爾加，92歲，西班牙語言學家和文學史學家。[4]
- 約翰·皮耶拉科斯，79歲，希臘裔美國醫生和精神病學家。
- 萊斯利·文森特，91歲，美國演員[5]

### 2日
- Carol Anne Letheren，58歲，加拿大奧林匹克協會官員，腦動脈瘤。[6]
- 勞埃德·羅伯茨，38歲，美國音樂家，兇殺案。
- Nicole Henriot-Schweitzer，75歲，法國古典鋼琴家。[7]
- 弗雷迪·維托普，89歲，荷蘭服裝設計師（憑藉《Hello Dolly！》獲得托尼獎最佳服裝設計獎）。[8]

### 3日
- 赫爾穆特·古德，75歲，德國奧運中長跑運動員（3000年夏季奧運會男子1952米障礙賽）。[9]
- 弗雷德里克·勞頓，89歲，英國法官。
- 西貞一，93歲，日本短跑運動員和奧運選手。[10]
- 傑拉爾德·蘇斯特，49歲，英國修正主義歷史學家、神秘主義作家和小說家。

### 4日
- 陳一郎，本名陳銘農，台灣閩南語歌手，有「酒國歌王」稱號。
- 威廉·阿爾特瓦特，80歲，德國政治家和聯邦議院議員。
- 索尼婭·阿羅娃，73歲，保加利亞芭蕾舞演員，胰腺癌。[11]
- Jean Ausseil，75歲，摩納哥政治家，國務部長（1985年和1991年）。
- 大衛·比蒂，76歲，紐西蘭法學家兼總督。[12]
- 巴里·科克羅夫特，68歲，英國電視紀錄片導演和電影製片人（《冬天太長》）。[13]
- Alyaksandar Dubko，63歲，白俄羅斯政治家。
- 拉裡·費舍爾，93歲，美國房地產開發商和慈善家。[14]
- J·詹森，77歲，美國爵士長號手，自殺。[15]
- Raimo Kangro，51歲，愛沙尼亞作曲家。[16]
- 阿洛伊斯·利普伯格，44歲，奧地利跳臺滑雪運動員，車禍。
- 德拉甘·馬克西莫維奇，51歲，塞爾維亞演員，被毆打致死。
- 艾倫·曼斯利，54歲，英國足球運動員，心臟病發作。
- 厄尼·麥考伊，79歲，美國賽車手。
- 娜塔莉亞·梅爾曼，15歲，阿根廷謀殺案受害者。
- Pankaj Roy，72歲，印度板球運動員。[17]
- 托尼·斯蒂德曼，73歲，英國演員。
- Iannis Xenakis，78歲，希臘裔法國作曲家。[18]

### 5日
- Jean Davy，89歲，法國演員。[19]
- 馬克·約瑟夫·赫爾利，81歲，美國羅馬天主教主教，動脈瘤。
- David Iftody，44歲，加拿大國會議員（曼尼托巴省普羅旺斯下議院），雪地摩托事故。[20]
- Elsa Irigoyen，81歲，阿根廷奧運擊劍運動員（1948年夏季奧運會和1952年夏季奧運會女子擊劍冠軍）。[21]
- 傑克·夏皮羅，93歲，美國橄欖球運動員。[22]
- 費爾南多·維奧拉，49歲，義大利足球運動員，交通事故。[23]
- 韋克菲爾德的丹頓男爵夫人讓·丹頓，65歲，英國政治家和賽車手。[24]
- Inna Zubkovskaya，77歲，俄羅斯芭蕾舞演員。[25]

### 6日
- 傑弗里·畢比，83歲，英裔丹麥考古學家。[26]
- Kojo Botsio，84歲，迦納外交官和政治家。
- 格斯·布利斯，51歲，希臘出生的美國商人，謀殺案受害者，兇殺案。[27]
- Fulgence Charpentier，103歲，法裔加拿大記者、編輯和出版人，患有肺炎。
- 斯蒂芬·哈萊科，92歲，美國奧運拳擊手（1928年夏季奧運會羽量級拳擊銀牌得主）。[28]
- 阿加·希拉利，90歲，巴基斯坦外交官。
- 恒安石，80歲，美國外交官。[29]
- 傑克·海爾斯，74歲，美國浸信會大型教會牧師，心力衰竭。[30]
- Filemon Lagman，47歲，菲律賓革命社會主義者和工人領袖，殺人罪。[31]
- 福尔克·林德，87歲，瑞典足球運動員。
- R. W. Southern，88歲，英國中世紀歷史學家。[32]
- Charles Tran Van Lam，87歲，南越外交官和政治家。[33]
- Emily Vermeule，72歲，美國古典學者和考古學家，心臟病。[34]

### 7日
- Jean-Paul Beugnot，69歲，法國籃球運動員和教練。[35]
- 瑪麗安·佈雷斯勞爾，91歲，德國攝影師和攝影記者。[36]
- 迪特爾·鄧格勒，62歲，德裔美國飛行員和越南戰爭戰俘逃犯（小迪特需要飛行），自殺。[37]
- 戴爾·埃文斯，88歲，美國女演員，歌手，歌唱牛仔羅伊·羅傑斯（Roy Rogers）的妻子，心力衰竭。[38]
- 邁克爾·格裡爾斯，66歲，英國政治家。[39]
- 赫爾穆特·亨特裡希，95歲，德國建築師。
- 安妮·莫羅·林德伯格，94歲，美國作家，飛行員，飛行員查爾斯·林德伯格的妻子，中風，肺炎。[40]
- 斯坦利·林加，37歲，美國被定罪的殺人犯，注射死刑。[41]
- 金·穆迪，71歲，美國演員和喜劇演員。

### 8日
- 伊沃·卡普里諾，80歲，挪威電影導演和作家，癌症。[42]
- 羅傑·德拉格，78歲，法國音樂學家和指揮家。[43]
- 萊斯利·愛德華茲，84歲，英國芭蕾舞演員。[44]
- 阿琳·艾森伯格，66歲，美國家庭和育兒作家（《當你期待什麼》），乳腺癌。[45]
- 沃爾特·吉內拉蒂，87歲，義大利公路自行車賽車手。[46]
- Pauline Koner，88歲，美國舞蹈家和編舞家。[47]
- 陳立夫，100歲，中國政治家，中華民國反共分子。
- 穆博拉克肖·米爾佐紹耶夫，39歲，塔吉克音樂家和塔吉克搖滾音樂先驅，肺結核。
- 布萊恩·尼森，73歲，英國演員和電視播音員。
- 魯薩斯·約翰·拉什杜尼，84歲，美國歷史學家、神學家和基督教重建主義之父。[48]

### 9日
- 奧古斯丁·卡德納斯，73歲，古巴雕塑家。[49]
- 維森特·道德，76歲，西班牙足球守門員兼經理。
- 威廉·愛潑斯坦，88歲，加拿大公務員和聯合國裁軍官員。[50]
- 倫納德·曼德爾，73歲，美國物理學家。[51]
- 雷金納德·馬什，74歲，英國演員。
- Gunnar Seidenfaden，92歲，丹麥外交官和植物學家]。
- 司马贺，84歲，美國經濟學家（諾貝爾經濟學獎、圖靈獎）。[52]
- 迪爾巴格·辛格，74歲，印度空軍元帥。

### 10日
- 拉姆讚·艾哈邁多夫，31歲，車臣將軍，恐怖分子，在行動中喪生。
- 劉易斯·阿奎特，65歲，美國演員（《沃爾頓一家》、《探戈與卡什》、《驚聲尖叫2》），心力衰竭。[53]
- 亞伯拉罕·比姆，94歲，美國政治家，紐約市第104任市長（1974-1977）。[54]
- Kenneth E. BeLieu，87歲，美國政府官員。[55]
- Helge Bengtsson，84歲，瑞典足球運動員。[56]
- K. Thavamani Devi，斯裡蘭卡女演員。
- 尼科洛·加利，17歲，義大利有前途的足球運動員，交通事故。
- 約翰尼·哈特利，70歲，美式橄欖球運動員（芝加哥熊隊，芝加哥紅雀隊，丹佛野馬隊），教練，高管和牛仔競技表演者。[57]
- Mogubai Kurdikar，96歲，印度古典歌手。
- Robert H. Lounsberry，82歲，美國政治家。[58]
- Miné Okubo，88歲，美國藝術家和作家。[59]
- 巴迪·泰特，87歲，美國爵士薩克斯管演奏家和單簧管演奏家（貝西伯爵管弦樂團）。[60]

### 11日
- 何塞·路易士·博爾博拉，81歲，墨西哥足球運動員。
- 愛德華·E·菲茨傑拉德，81歲，美國體育作家和編輯（本月圖書俱樂部）。[61]
- Sy Gomberg，82歲，美國編劇（《當威利回家時》），心臟病發作。
- Olle Håkansson，73歲，瑞典足球運動員。
- Jaiganesh，印度泰米爾電影演員，癌症。
- 雷蒙德·路易斯，48歲，美國籃球和街球運動員，腿部截肢后出現併發症。
- 大埜正雄，77歲，日本足球運動員。
- 查理斯·普萊斯，87歲，美國化學家。
- 唐納德·塞勒斯，26歲，美國橄欖球運動員，交通事故。
- Judita Vaičiūnaitė，63歲，立陶宛作家。[62]
- 莫裡斯·采爾馬滕，90歲，瑞士法語作家。[63]

### 12日
- 巴克蒂·巴維，52歲，印度女演員，交通事故。
- 羅莎莉·格瓦特梅，92歲，美國畫家和攝影師。[64]
- 蒂貝里奧·米特裡，74歲，義大利拳擊手，鐵路事故。
- 佛朗哥·佩德羅尼，74歲，義大利足球運動員和經理。[65]
- 赫伯特·羅賓斯，86歲，美國數學家，統計學家，《什麼是數學？》的合著者。[66]
- 拉爾夫·斯馬特，92歲，澳大利亞電影和電視製片人。[67]
- 克莉絲蒂娜·索德鮑姆，88歲，瑞典裔德國電影女演員、製片人和攝影師。[68]

### 13日
- 烏戈·法諾，88歲，義大利裔美國物理學家，阿爾茨海默病。[69]
- 曼努埃拉，57歲，德國歌手，癌症。[70]
- Moses Taiwa Molelekwa，27歲，南非爵士鋼琴家，被謀殺。
- 喬治·西蒙，88歲，美國爵士樂作家和鼓手。[71]
- 第五代特靈頓男爵蒙塔古·伍德豪斯，83歲，英國政治家。[72]
- 欧文·托里，75歲，美國水手和奧運獎牌得主。[73]
- 維克多·維西，85歲，美國政治家。[74]

### 14日
- 查理斯·菲茨西蒙斯，76歲，愛爾蘭裔美國演員，電影製片人和肝病患者。[75]
- 蓋伊·格羅索，67歲，法國演員和幽默家。[76]
- 理查·萊蒙，54歲，美國恐怖作家，心臟病發作。
- 莫裡斯·萊維塔斯，84歲，愛爾蘭出生的英國社會學家。[77]
- 艾倫·羅斯，78歲，印度裔英國詩人和編輯。[78]
- 普勞蒂斯·塞爾瓦斯，93歲，塞普勒斯政治家、記者和作家。
- 皮耶羅·烏米利亞尼，74歲，義大利電影配樂作曲家。
- 赫爾穆特·維蘭特，90歲，德國數學家。
- 吉姆·溫克勒，73歲，美式足球運動員。[79]

### 15日
- 鮑裡斯·戈爾多夫斯基，92歲，俄裔美國指揮家和廣播員。[80]
- 杜拉爾·古哈，72歲，1960年代和70年代寶萊塢電影的印度電影導演。
- 伯特·甘迺迪，78歲，美國編劇兼導演（《戰車》《支援你當地的警長》《弗吉尼亞人》《戰鬥！》）。[81]
- 肯·基夫，65歲，英國具象藝術家。[82]
- 里卡多·奧特索亞，26歲，西班牙自行車手，自行車事故。[83]
- 埃德温·普洛登，普洛登男爵，94歲，英國實業家和公務員。[84]
- Folke K. Skoog，92歲，瑞典裔美國植物生理學家。[85]

### 16日
- 阿裡·阿圖納，56歲，土耳其足球運動員。
- 鮑勃·布爾，72歲，美國棒球運動員。[86]
- 傑里·弗雷，76歲，美式橄欖球運動員（威斯康星州）和教練（俄勒岡州，丹佛野馬隊，坦帕灣海盜隊，芝加哥熊隊）。[87]
- 霍華德·科赫，84歲，美國電影電視導演和製片人（《滿洲候選人》《特立獨行》），阿爾茨海默病。[88]
- William H. Masters，85歲，美國婦科醫生（Masters and Johnson），帕金森病。[89]
- 鮑比·斯卡爾，74歲，加拿大籃球運動員。
- 海倫·維塔，72歲，瑞士香頌歌手、演員和喜劇演員，癌症。[90]

### 17日
- 黛比·迪恩，73歲，美國歌手。
- 吉莉·弗勞爾，92歲，英國女演員和模特。
- 鮑勃·吉里，67歲，加拿大足球運動員，加拿大橄欖球聯盟（CFL）經理。[91]
- 胡安·利斯卡諾，86歲，委內瑞拉詩人、民俗學家、作家和評論家。[92]
- 瑪蒂爾德·馬努基揚，87歲，亞美尼亞裔土耳其女商人。
- 哈立德·阿卜杜勒·穆罕默德，53歲，美國黑人民族主義領袖（伊斯蘭國家，新黑豹黨），腦動脈瘤。[93]
- 約翰·埃利奧特·薩瑟蘭，90歲，美國電影製片人。
- 理查·聞布朗，91歲，羅馬尼亞路德教牧師和學者。[94]
- 茲沃尼米爾·切爾文科，74歲，克羅埃西亞將軍。

### 18日
- 巴爾薩斯，92歲，法國畫家。[95]
- 羅傑·卡拉斯，72歲，美國野生動物攝影師、作家和電視名人，心臟病發作。[96]
- 科林·科爾，78歲，英國軍官。[97]
- 克勞德·大衛，92歲，威爾士橄欖球聯盟球員。[98]
- 戴爾·恩哈特，49歲，美國納斯卡賽車手，賽車事故。[99]
- 弗朗西斯科·埃斯皮諾薩，54歲，阿根廷賽車手。
- 弗蘭克·邦克·吉爾布雷斯，89歲，美國記者和作家。[100]
- 弗朗索·哈裡里，64歲，伊拉克庫爾德政治家。
- 埃迪·馬修斯，69歲，美國棒球運動員，棒球名人堂成員，肺炎。[101]
- Georgi Minchev，57歲，保加利亞搖滾音樂家和電視節目主持人，癌症。
- 帕諾斯·帕帕多普洛斯，80歲，德裔希臘演員，1920-2001年。
- 布奇·溫斯洛夫，85歲，美國棒球運動員。[102]

### 19日
- Theophilus Beckford，65歲，牙買加鋼琴家和歌手。[103]
- 斯坦利·克雷默，87歲，美國電影導演和製片人（《瘋狂，瘋狂，瘋狂的世界》，《挑釁者》，《紐倫堡審判》），肺炎。[104]
- 盖伊·罗杰斯，65歲，美國籃球運動員，心臟病發作。[105]
- 罗兰·斯托尔茨，69歲，瑞典冰球運動員。[106]
- 查理斯·特雷內，87歲，法國創作歌手，中風。[107]

### 20日
- 哈里·博伊考夫，78歲，美國籃球運動員，肺癌。[108]
- 伊琳娜·布格裡莫娃，90歲，俄羅斯馴獅師，心臟病發作。[109]
- 羅伯·道伯，45歲，英國鐵路工人和作家，石棉引起的肺癌。[110]
- Rosemary DeCamp，90歲，美國女演員，肺炎。[111]
- Indrajit Gupta，81歲，印度政治家。
- Donella Meadows，59歲，美國環境科學家和腦膜炎作家。
- Yogi Ramsuratkumar，82歲，印度聖人和神秘主義者。
- 比爾·里格尼，83歲，美國棒球運動員兼經理。[112]
- 南昇龙，88歲，韓國長跑運動員，奧運獎牌得主。[113]
- 鮑勃·韋斯科普夫，86歲，美國編劇和電視製片人。[114]

### 21日
- 阿德佈雷克尼什的麥凱男爵約翰·麥凱，62歲，英國政治家。[115]
- 阿爾弗雷德·恩巴拉托，91歲，美國黑幫（博南諾犯罪家族）。
- 伊莉亞娜·埃斯皮內爾，67歲，厄瓜多記者、詩人和作家。[116]
- 羅尼·希爾頓，75歲，英國歌手和電臺主持人。[117]
- 德斯蒙德·萊斯利，79歲，英國飛行員、電影製片人、作家和音樂家，肺氣腫。
- 何塞·勒布倫·莫拉蒂諾斯，81歲，委內瑞拉羅馬天主教紅衣主教，加拉加斯大主教。
- 菲多·普爾普爾，86歲，美國冰球運動員。[118]
- 菲力浦·桑德布洛姆，97歲，瑞典學者和水手。[119]
- 瑪律科姆·耶爾文頓，82歲，美國搖滾樂和鄉村音樂家。

### 22日
- 鄧尼斯·考克斯，75歲，英國板球運動員。[120]
- John Fahey，61歲，美國吉他手和作曲家。[121]
- 雷迪·哈裡斯，96歲，美國記者和報紙專欄作家（《好萊塢報導者》）。[122]
- 伊芙琳·霍爾特，92歲，德國女演員。[123]
- 萊斯·梅德利，80歲，英格蘭國際足球運動員，自然原因。[124]
- 克裡斯托弗·米切爾，53歲，英國演員，肝癌。
- 米克爾·奧森柏格，62歲，比利時裔美國政治學家和中國觀察家，癌症。[125]
- 克萊德溫·休斯，彭霍斯男爵，84歲，英國政治家。[126]
- 安德列·彼特斯，78歲，比利時賽車手。[127]

### 23日
- 羅伯特·恩里科，69歲，法國電影導演和編劇，肺癌。[128]
- 安東尼·吉卡隆尼，82歲，底特律的美國有組織犯罪人物。[129]
- 塞爾吉奧·曼托瓦尼，71歲，義大利賽車手。
- 考波利坎·奧瓦萊斯，64歲，委內瑞拉前衛作家。
- 露絲·萊爾頓，85歲，英國音樂總監和指揮家。[130]
- 蓋伊·伍德，89歲，英國音樂家和詞曲作者。[131]
- Tincho Zabala，78歲，烏拉圭演員。

### 24日
- 菲爾·科利爾，75歲，美國體育作家（1990年J.G.泰勒·斯賓克獎獲得者），前列腺癌。[132]
- 查理斯·弗萊徹-庫克，86歲，英國政治家。[133]
- Hans Holtedahl，83歲，挪威地質學家。[134]
- 安迪·穆裡根，65歲，愛爾蘭橄欖球運動員。[135]
- 克劳德·香农，84歲，美國電氣工程師和數學家，患有阿爾茨海默病。[136]

### 25日
- 阿奇·倫道夫·阿蒙斯，75歲，美國詩人和英語教授。[137]
- 爱德华·阿蒂加，94歲，法國擊劍運動員和奧運冠軍。[138]
- 努胡·巴馬利，84歲，奈及利亞政治家。
- 海倫·貝內特，89歲，美國女演員。
- 唐·布拉德曼，92歲，澳大利亞板球運動員，肺炎。[139]
- 諾伯特·格蘭茨伯格，90歲，法國作曲家。[140]
- 喬瓦尼·格裡瑪律迪，84歲，義大利編劇、記者和電影導演。[141]
- Bitsy Mott，82歲，美國棒球運動員。[142]
- Sigurd Raschèr，93歲，德裔美國薩克斯管演奏家。[143]
- John J. Tammaro Jr.，75歲，美國純種賽馬馴馬師。
- L. R. Wright，61歲，加拿大作家和小說家，乳腺癌。

### 26日
- 克劳德·艾尔伍德·香农，85歲，美国数学家、信息论的创始人。
- 德拉戈斯拉夫·阿夫拉莫維奇，81歲，塞爾維亞經濟學家。[144]
- Georg Brauer，92歲，德國化學家。
- 萊夫·豪根，83歲，挪威冬奧會越野滑雪運動員（1948年冬奧會男子50公里越野滑雪）。[145]
- 弗朗西斯·林肯，55歲，英國獨立出版商，肺炎。
- 迪·麥基，66歲，美國橄欖球運動員，心臟病發作。[146]
- 杜克·納隆，87歲，美國賽車手。
- 阿圖羅·烏斯拉爾·皮耶特裡，94歲，委內瑞拉作家、電視製片人和政治家，心臟病發作。[147]
- Yaakov Rechter，76歲，以色列建築師。[148]
- Jean-Louis Ricci，57歲，法國賽車手。[149]
- Jale İnan，87歲，土耳其考古學家。

### 27日
- 米爾頓·巴恩斯，69歲，加拿大作曲家、指揮家和爵士鼓手，心臟病發作。[150]
- 拉爾夫·D·博德，59歲，德裔美國電影攝影師（《煤礦工人的女兒》《週六夜狂熱》《巴克叔叔》），肺癌。[151]
- 何塞·加西亞·涅托，86歲，西班牙詩人和作家。[152]
- Doyle Schick，62歲，美國橄欖球運動員。[153]
- 塞爾溫·圖古德，84歲，紐西蘭廣播電視名人。

### 28日
- 蟹江銀（蟹江ぎん），109歲，日本著名長壽雙胞胎姊妹之一。
- 斯坦·庫利斯，84歲，英國足球運動員和經理。[154]
- 吉爾達斯·莫爾加特，74歲，加拿大政治家。
- 勞爾·普拉納斯，80歲，古巴歌手和詞曲作者。
- 查理斯·波齊，91歲，法國賽車手。[155]
- K·桑昆尼，印度電影剪輯師。